# Francesco Fourneau
Francesco Fourneau (Roma, 11 luglio 1984) è un arbitro di calcio italiano.

## Carriera
Figlio di un belga di origini francesi e di madre italiana, ha iniziato ad arbitrare nel 2006, arrivando in Lega Pro nel 2014.
Ha trascorso tre anni in terza serie, nei quali ha diretto anche una finale di Coppa Italia di categoria.
Promosso in C.A.N. B nel 2017, ha esordito nella serie cadetta il 3 settembre, in occasione di Cesena-Venezia, terminata 0-0.
Dopo neanche quattro mesi dal salto di categoria, ha debuttato in Serie A il 30 dicembre, nella partita Benevento-Chievo, vinta dal club campano per 1-0.
Dopo aver diretto complessivamente sei incontri nella massima serie, tra cui la partita che ha assegnato lo Scudetto alla Juventus, il 1º settembre 2020 viene promosso, insieme al marchigiano Juan Luca Sacchi, in CAN A.
Lo stesso giorno viene inserito tuttavia nell'organico della CAN A-B, nata dall’accorpamento di CAN A e CAN B: dirigerà sia in Serie A che in Serie B. Nella stagione 2020-2021 viene designato in 9 partite del massimo campionato e in 5 in cadetteria.
Il 5 maggio 2022, nell'ambito di una collaborazione tra l'AIA e la Federazione Cipriota, dirige Omonia Nicosia-Anorthosis, semifinale di ritorno della Coppa Nazionale di Cipro, con assistenti arbitrali e quarto ufficiale locali e il VAR italiano Federico Dionisi.
Nell'ambito di una collaborazione tra l'AIA e la Federazione Cipriota, il 2 aprile 2023 è VAR in Apollon Limassol-Aris Limassol e, il giorno seguente, ricopre lo stesso ruolo in Paralimni-Doxa, entrambe gare delle fasi finali del campionato di Cipro.
Nell'ambito di una collaborazione tra l'AIA e la Federazione Cipriota, a settembre 2023 dirige Doxa-AEK Larnaca, coadiuvato al VAR dall'italiano Gianluca Aureliano, mentre è VAR in Omonia Nicosia-APOEL Nicosia, diretta da Aureliano.